# Парфёнов, Владимир Степанович
Владимир Степанович Парфёнов (1940, посёлок Пески, Коломенский район, Московская область) — советский и российский художник, скульптор, представитель жанрового направления корнепластика.

## Биография
Родился 25 мая 1940 года. С раннего детства занимался рисованием, живописью, художественной керамикой.
Окончил Московский заочный народный университет искусств по курсу живописи. Позже начинал учиться гжели, но вовремя понял, что его увлекает работа с деревом.

Более 55 лет занимается самобытной обработкой дерева. Особенно ему удаются работы декоративно-прикладного искусства, связанные с изготовлением скульптур из прикорневых капов (наростов на деревьях), выросших в основном на заболоченной местности, из-за чего они имеют замысловатые формы.
«У меня есть всякие стамески, но главный и любимый инструмент — нож, я одним ножом вырезаю чудеса, привык уже».

## Участие в выставках
- Виртуальный музей Владимира Парфёнова https://vk.com/korneplastik
- Постоянный участник ежегодной выставки «Природа и Человек» в ДК посёлка Пески.
- Принимал участие в выставке скульптурных работ в СГТУ г. Саратова и Балаково (2004).
- Участвовал в выставке «Природа и фантазия» на ВДНХ в Москве (1967).
- Персональная выставка «Природа и фантазия» в Песковском Доме культуры (2005, 2010, 2015).
- Коломенские «Дом Озерова» и «Центральный выставочный зал» (2010, 2014)
- Московская Народная галерея Государственного Российского дома народного творчества (с 14 по 28 мая 2011 года).